# Вальце (гмина)
Вальце (пол. Walce) — сельская гмина (волость) в Польше, входит как административная единица в Крапковицкий повет, Опольское воеводство. Население — 5613 человек (на 2011 год).

## Демография
Данные по переписи 2011 года:
| Перепись            | Всего | Мужчины | Женщины |
| ------------------- | ----- | ------- | ------- |
| Всего               | 5613  | 2681    | 2932    |
| Городское население | 0     | 0       | 0       |
| Сельское население  | 5613  | 2681    | 2932    |

## Сельские округа
1. Вальце
2. Брожец
3. Дверце
4. Добешовице
5. Грохолюб
6. Кромолув
7. Розкохув
8. Страдуня
9. Забежув

## Поселения
1. Антошка
2. Бжезина
3. Чернюв
4. Гробле
5. Кшевяки
6. Марянкув
7. Ольшина
8. Посилек
9. Пшерва
10. Рыбаже
11. Сворница

## Соседние гмины
1. Гмина Глогувек
2. Гмина Крапковице
3. Гмина Реньска-Весь
4. Гмина Здзешовице